# Arantza Santesteban
Arantza Santesteban (Pamplona, 1979) es una historiadora y cineasta española.

## Trayectoria
Se licenció en Historia en la Universidad del País Vasco y en 2012 obtuvo la diplomatura en Documental Creativo en el Centre de Dones Francesca Bonemaison de Barcelona. En 2012 dirigió varios documentales, como Pasatgeres (Pasajeras).
Al año siguiente, se formó en Guion de Cine Documental con Carmen Ávalos, además de otros cursos con mentores como Víctor Erice o Patricio Guzmán. En 2015 fue una de las comisarias de la exposición GORPUTZ_GRAFIAK en Koldo Mitxelena Kulturgunea, San Sebastián, en donde recopiló el trabajo de investigación y la genealogía del movimiento feminista en el País Vasco.
Después dirigió la película Euritan junto a Irati Gorostidi, siendo este filme seleccionado para el catálogo de Kimuak 2017 y exhibido en certámenes como el Festival de Málaga, el Punto de Vista o Miradas Doc. Ese mismo año fue seleccionada para realizar una residencia investigación curatorial en el Centro Huarte de Arte Contemporáneo. En 2018 comisarió el seminario internacional “Imágenes a través: reflexiones sobre imágenes en conflictos”.
En 2021 dirigió el documental 918 gau (918 noches) que explica la experiencia de su detención el 4 de octubre de 2007 mientras mantenía una reunión con dirigentes de Batasuna, que en ese momento era ilegal debido a la Ley de Partidos. El juez Garzón la acusó de miembro de un grupo terrorista y estuvo casi tres años en prisión preventiva.
Se convirtió en una de las investigadoras del máster “Comunicación, cultura, sociedad y política” de la UNED y ha estudiado la relación entre la representación cinematográfica, el feminismo y los conflictos políticos contemporáneos. También comenzó un doctorado en Estudios Cinematográficos en la Universidad de Lisboa.

## Reconocimientos
Con su pelócila 918 gau ganó el premio al mejor documental internacional en el festival Doclisboa, convirtiéndose en uno de los pocos casos en la historia del cine en el que la misma persona que dirige una película sobre prisiones cuenta su vivencia como encarcelada. Además, con ese filme también ganó el premio a Mejor Película Documental en el Festival de Cine de Turín, el Premio Latexos en el Festival Novos Cinemas de Pontevedra y la Mención Especial del Jurado y el Premio Especial del Público en el Festival Punto de Vista de Navarra.